# Katsuura
Katsuura (Japans: Katsuura-shi 勝浦市) is een Japanse stad in het zuidoosten van de prefectuur Chiba, gelegen op het schiereiland Boso aan de Stille Oceaan. Katsuura werd op 1 oktober 1958 van een gewone gemeente verheven tot stad.
Katsuura is vooral als vissershaven van betekenis. In die hoedanigheid neemt de stad, na Choshi, op prefecturaal vlak de grootste visvangst voor haar rekening. De stad is beroemd om haar ochtendmarkt voor vis en groente, waaraan een driehonderd jaar lange traditie verbonden zou zijn, en voorts is ze toeristisch van belang vanwege een befaamd uitzicht vanaf Osenkorogashi お仙転がし, een klif in het zuidwesten van de stad. Katsuura heeft een oppervlakte van 94,96 km², en met een bevolking van 22.850 inwoners is de stad tevens de kleinste stad (Jp.: shi 市) van Chiba.